# Live in the Moment (Portugal. The Man)
Live in the Moment è un singolo del gruppo musicale statunitense Portugal. The Man, pubblicato il 30 ottobre 2017 come terzo estratto dall'ottavo album in studio Woodstock. In Italia è entrato in rotazione radiofonica dal 16 febbraio 2018.

## Video musicale
Il video musicale, girato a Portland, è stato pubblicato il 1º novembre 2017 sul canale YouTube del gruppo e racconta dell'inseguimento di uno skater da parte di un poliziotto. I mezzi su cui viaggiano i due personaggi di cartapesta sono però delle auto reali dove viaggiano i componenti del gruppo.

## Curiosità
- La canzone è stata inserita come colonna sonora nei videogiochi di calcio FIFA 18 e FIFA 23.
- Nel 2018 è la colonna sonora degli spot Suzuki.